# دائرة عين فكرون
دائرة عين فكرون إحدى دوائر ولاية أم البواقي الجزائرية . عاصمتها هي عين فكرون وتضم بلديات : 
- عين فكرون
- الفجوج بوغرارة سعودي